# Alberto J. Pani
Alberto José Pani Arteaga (Aguascalientes, Aguascalientes; 12 de junio de 1878-Ciudad de México, 25 de agosto de 1955) fue un destacado político, ingeniero civil mexicano experto en política económica, que durante la época posrevolucionaria ocupó la titularidad de las Secretarías de Industria, Comercio y Trabajo, de Hacienda y Crédito Público, y de Relaciones Exteriores. Así como embajador de México en Francia y en España.

## Semblanza biográfica
Sus padres fueron Julio Pani y Paz Arteaga. Realizó sus primeros estudios en el Instituto Científico y Literario de Aguascalientes, posteriormente se trasladó a la Ciudad de México para estudiar en la Escuela Nacional de Ingeniería. Se unió al antireeleccionismo apoyando la campaña presidencial de Francisco I. Madero. En 1911 fue designado subsecretario de Instrucción Pública y Bellas Artes. Tras la Decena Trágica se opuso a la dictadura huertista.
En 1917 Venustiano Carranza lo nombró titular de la Secretaría de Industria, Comercio y Trabajo, de donde fue enviado a la embajada de México en Francia. Mientras permanecía en Europa ocurrió la rebelión de Agua Prieta, por lo que permaneció en Europa hasta que, en 1923, el presidente Álvaro Obregón lo designó secretario de Relaciones Exteriores en 1921 y secretario de Hacienda y Crédito Público en 1923, puesto en el que fue ratificado por Plutarco Elías Calles, en 1925. 
Auxiliado por su subsecretario Manuel Gómez Morín llevó a cabo la fundación del Banco de México. Volvió a fungir como secretario de Hacienda en 1932 en el gobierno de Abelardo L. Rodríguez. Fundó otras instituciones como el Banco de Crédito Agrícola y el Banco Nacional Hipotecario Urbano y de Obras Públicas, hoy BANOBRAS.
Por sus contribuciones relevantes Alberto J. Pani es considerado el autor del moderno sistema financiero mexicano. Se dice que se encontraba en una lista de correo con J. M. Keynes.
Sus obras están cargadas de profundas reflexiones en las que pretende encontrar una vía para que el país se inscriba en el progreso internacional. Su texto La higiene en México, de 1916 es un ejemplo de ello, ya que en él ofrece soluciones tomando a la Ciudad de México como ejemplo, por ser esta la que ha comenzado a ingresar a la modernidad y que, a pesar de tener graves defectos sanitarios, ha tenido algunos avances que deben replicarse en el resto de la República Mexicana.
Según la leyenda, el rostro de la “gitana” impreso en el billete de cinco pesos, pertenece a una mujer de origen catalán llamada Gloria Faure, esta “gitana” y su hermana Laura Faure fueron dos bailarinas o actrices de teatro de revista en gira por aquella época en México, provenientes de España. Estas dos mujeres ofrecían sus favores a varios varones influyentes de la República de México, se dice que Gloria fue amante del entonces secretario de Hacienda del gobierno mexicano, Alberto J. Pani, esta relación y su donjuanismo lo llevarían a Nueva York, a cerrar el trato con la American Bank Note Co.
Fue en Nueva York, donde fue acusado de mantener mujeres contra su voluntad y de trata de blancas contrario al Mann Act o Acta de Tráfico de blancas de 1910. Al catear el departamento donde se encontraba, entre sus acompañantes estaba Gloria Faure. Por este escándalo Alberto J. Pani presentó su carta de renuncia ante el gobierno mexicano, la cual Plutarco Elías Calles no aceptó alegando que él «No deseaba eunucos en su gabinete». Del mismo Calles también sus cercanos sospechaban que Laura le había brindado sus favores. Al inaugurarse el Banco de México y la postrera circulación del billete de 5 pesos con el rostro de “Gloria la Gitana”, causó indignación popular. Así quedaría grabada para siempre el rostro de la “gitana”, y el gobierno mexicano nunca revelaría su verdadero origen, siendo la versión oficial de la American Bank Note, que la foto correspondía al retrato de una mujer de Argelia de 1910, sacada de entre sus archivos, mucho más antigua que Gloria.

## Reformas que hizo en laSecretaría de Hacienda
Alberto J. Pani ocupó el cargo de Secretario de Hacienda y Crédito Público en dos ocasiones y durante dos periodos durante los años de la posrevolución. El primer periodo fue de 1923-1927 durante la presidencia de Plutarco Elías Calles y el segundo de 1932-1933, durante el mandato de Abelardo L. Rodríguez.
Cuándo fue nombrado por primera vez, declaró que la situación de las finanzas mexicanas se encontraban en un mal estado, esto debido a las consecuencias de la revolución, para contrarrestar las consecuencias ideó y formuló la “Política hacendaría del Nuevo Régimen” está consiste en:
1. Eliminación del creciente déficit dado por un desequilibrio presupuestal
2. Redistribución equitativa de las riquezas
3. Extender y democratizar el crédito
4. Reorganizar el sistema
5. Construcción de obras materiales para acelerar el desenvolvimiento de la economía.
6. Banco Único de Emisión

En la cuestión del cobro de impuestos también descubre que hay grandes agujeros que debe de tapar para poder traerle al gobierno que busca una reafirmación por parte del pueblo y para eso hace medidas, las más importantes son las siguientes:
1. Primera Convención Nacional Fiscal, que busca formular la Ley de Ingresos con el fin de adaptar los impuestos para que sea más controlado los cobros de los mismos
2. Creación del Impuesto Sobre la Renta (ISR)
3. Ley de Impuesto sobre herencias y Legados
4. Impuesto sobre el comercio exterior
5. Aranceles y Política Industrial

Durante 1925, el mandato de Pani continuó con los esfuerzos de nivelar los gastos e ingresos gubernamentales.
Lamentablemente, estos esfuerzos no bastaron para restablecer los pagos de deuda externa, pero proporcionaron una cantidad aproximada de $55,734,500.00. Esta cifra fue significativa para Pani ya que pudo ayudar a capitalizar el Banco de México y para acabar con el déficit que se había acumulado años atrás. También por si fuera poco, una parte fue destinada a los ingresos de infraestructura del país, como la construcción de carreteras y de irrigación.
| Presupuesto de la Federación (1925 - 1932) Miles de pesos corrientes |           |           |           |           |                     |                     |
| Año                                                                  | Ingresos  | Ingresos  | Egresos   | Egresos   | Superávit o Déficit | Superávit o Déficit |
| Año                                                                  | Estimados | Efectivos | Estimados | Efectivos | Estimados           | Efectivos           |
| 1925                                                                 | 337       | 322       | 292       | 298       | 45                  | 24                  |
| 1926                                                                 | 317       | 309       | 304       | 325       | 13                  | -16                 |
| 1927                                                                 | 308       | 387       | 287       | 310       | 21                  | -3                  |
| 1928                                                                 | 290       | 311       | 290       | 287       | 0                   | 23                  |
| 1929                                                                 | 288       | 322       | 288       | 276       | 0                   | 47                  |
| 1930                                                                 | 294       | 289       | 294       | 279       | 0                   | 10                  |
| 1931                                                                 | 300       | 256       | 299       | 226       | 1                   | 30                  |
| 1932                                                                 | 210       | 211       | 215       | 212       | -5                  | 0.7                 |

### Exportaciones
Las exportaciones sufrieron una caída entre los años de 1926 y 1927, esto fue debido a la recesión de Estados Unidos en esos años. Esto ocasionó que los ingresos fiscales se redujeron y por ende esto, combinado con un aumento en el gasto de por encima del presupuesto creó un déficit no planificado en estos
dos años. 
En 1926, México reanudó el pago de su deuda externa y pagó no sólo los vencimientos que le corresponden por año, pero incluso un poco más para cubrir parte de las deudas que no habían sido cubiertas en años anteriores. 
Luis Montes de Oca tuvo más éxito que su antecesor en lograr un presupuesto equilibrado, como lo demuestran las utilidades de 1928 a 1931. Sin embargo, el endurecimiento de la política fiscal para lograr estos resultados sólo exacerban los efectos de otras fuerzas deprimentes que ya actúan.

### Gran depresión
Las consecuencias de la gran depresión fueron muy graves entre 1929 y 1932 el producto interno bruto real cayó en un 17.6%,lo que representó en promedio una caída anual de 4.7% durante estos tres años.
La política fiscal y monetaria restrictivas no hacían más que aumentar los efectos recesivos que provocaba la caída en exportaciones y en términos de intercambio. En ese momento la opción de política era suspender el servicio de la deuda externa y salirse del patrón oro; el depreciar la moneda generaba ventajas, los productos domésticos se volvían más competitivos y a su vez aumentaban las exportaciones, de esta forma se estimulaba la producción interna y aumentaba la entrada de divisas. 
Hasta julio de 1931 con el secretario de Hacienda Luis Montes de Oca, el gobierno mexicano se obstinó en mantener el patrón oro. Sin embargo ese mismo año por las circunstancias, hizo imposible seguir manteniendo la paridad cambiaria, pues una continua y acelerada salida de divisas, llevó a su casi total agotamiento.
Alberto Pani desde su estancia en España, criticaba la política deflacionaria del secretario de Hacienda en México. En una carta que escribió a Calles, Pani le decía que la ley monetaria de julio de 1931, era simplista y contradictoria. De acuerdo a Pani el restablecimiento de dicha ley pretendía hacer del patrón oro algo meramente ilusorio, pues sustentaba la paridad oro solamente en simples promesas del gobierno. Más aún, para Pani resultaba aberrante el afán de restituir el patrón oro en un momento en el que ya muchos países habían decidido abandonar el patrón oro como estrategia para salir de la crisis.
Muchas de las predicciones que hacía la carta de Pani hacia Calles sobre los problemas de la política monetaria, se cumplieron, lo que hizo que Calles lo hiciera traer de España. Unas semanas más tarde la Secretaría de Hacienda inició una serie de políticas encaminadas a restablecer la senda del crecimiento económico a través de ciertas medidas expansionistas que fueron fundamentales para el proceso de recuperación económica de la gran depresión.

### Índice monetario
El excedente de monedas de plata en circulación y la devaluación del metal blanco dieron lugar a descuentos o multas a cambio de estas monedas de plata por monedas de oro, esta penalización o descuento comenzó a aparecer en el mercado en octubre de 1922, cuando alcanzó casi el 2,7%. El proceso de depreciación continúa con algunos altibajos. Estos descuentos promediaron 1,65% en 1923, 1,61% en 1924 y 1,56% en 1925, hasta julio de 1926, cuando comenzaron a aumentar rápidamente. Por lo tanto, los descuentos antes mencionados promediaron 5,5% en los últimos cuatro meses del año pasado y cerraron en 8,95%.
A principios de 1927, el ministro Pani renunció a la cartera del Ministerio de Hacienda, y su sucesor, el contador Luis Montes de Oca, preocupado por el derrumbe de las monedas de plata, decidió dictar un decreto en febrero del mismo año prohibiendo las monedas en este metal. 
Montes de Oca avanzó en la dirección correcta al tomar esa medida, pero su aplicación no pudo ayudar a resolver el problema de fondo. El problema es un exceso de monedas de plata en la oferta monetaria total. En todo caso, esta medida solo puede garantizar que el fenómeno no empeore. Como resultado, el descuento de la plata frente al oro continuó durante los años siguientes, con dos grandes crisis ocurriendo en el proceso, la primera ocurrió de enero a junio de 1928, cuando los descuentos mencionados promediaron menos del 10%.
El precio fijo oficial es de 75 cm en peso de oro, lo que da teniendo en cuenta el patrón oro estadounidense actual, el tipo de cambio al dólar estadounidense es de 2,006 pesos mexicanos por dólar. 
Desde 1898, esto no es posible debido al llamado precio alto Metal amarillo, no un cono de moneda de un país ya adoptado el patrón oro consiste exclusivamente en monedas acuñadas en este metal. Por ejemplo, en los Estados Unidos, Gran Bretaña, Alemania, Francia y otros países que implementan el sistema tipo de moneda acuñada y emitida, cobertura o desecho de: Cobre, Bronce, Zinc u otro metal o aleación de bajo valor.

### Regreso de Pani a la Secretaría de Hacienda
Después de haber estado fuera del país desde su renuncia a la Secretaría de Hacienda y Crédito Público en 1926, Pani regresa de su estancia en Europa en 1930 para reunirse con el entonces presidente Emilio Portes Gil  y expresarles sus preocupaciones referentes al Secretario de Hacienda, Luis Montes de Oca. 
A principios del año 1932 el general Plutarco Elías Calles propuso revisar el gabinete del entonces presidente Pascual Ortiz Rubio, y el 29 de enero se reemplazó a varios funcionarios; entre ellos a Luis Montes de Oca de la Secretaría de Hacienda. Calles le hizo llegar a Pani un telégrafo en donde le preguntaba si quería volver a tomar el cargo vacante en Hacienda, a lo que Pani accedió y tomó posesión del cargo el 14 de febrero de 1932. 
Pani explicó la salida de Montes de Oca por motivos políticos y declaró que aceptó el puesto nuevamente porque la situación que atravesaba el gobierno mexicano era muy alarmante, incluso era peor la situación hacendaria de ese momento que cuando él fue secretario por primera vez en 1923. 

### Reforma Monetaria (1932)
Un año antes del regreso de Pani, en 1931, el gobierno de México había adoptado una política monetaria de tipo deflacionista que llevaba el nombre de “Plan Calles”. Al ser el jefe máximo de la Revolución, el general Calles, pensaba que no habría opositores ante esta ley; pero algunos estudiosos, entre ellos Pani, mostraron su aversión.
Entre los principales problemas que se encontraban en el uso de esta política fueron: 
1. “La inconvertibilidad de la moneda de plata en moneda de oro, ya que salía del país o se atesoraba por parte del público.
2. Grandes cantidades de plata acuñada, bajo el lema “Viva la pata, muera el oro”, que servían para cubrir el déficit presupuestal y la gran exportación de oro que conllevaba a una balanza de pagos deficitaria, a su vez una circulación monetaria compuesta básicamente por plata y por ende una masa monetaria reducida que no permitía favorablemente el intercambio comercial.
3. Depreciación de la plata frente al dólar y al oro.
4. Uso frecuente de dos medidas de precios, ya sea en oro o en plata.
5. Los deudores se quejaban del pago de sus obligaciones en oro, ya que este no se encontraba fácilmente y si lo encontraban tenían que pagar un premio por la adquisición del mismo.”[2]

Ante el fracaso del “Plan Calles”, Pani optó por la introducción de reformas para un sistema legal, con las cuales él garantizaba “cesar la deflación, sin caer en la inflación”. Con estas reformas se restringieron las monedas de oro que se encontraban en circulación sin permitir su exportación y  se acuñaron monedas de plata para ponerlas en circulación. 
Su principal objetivo era caer en una reflación, se buscaba tener una inflación controlada y moderada.
Pani sabía que los ambiciosos objetivos del Plan Calles de recuperar la paridad cambiaria a través del patrón oro no iban a ser posibles, por lo que buscaba principalmente atender la contracción monetaria de Calles y recuperar la paridad fiscal oficial del peso. Además, sabía que el tipo de cambio no iba a poder estabilizarse a través de la migración y desmonetización de la moneda. Criticó también a su antecesor Montes de Oca por aferrarse a mantener un sistema monetario con patrón oro y tener en circulación monedas de plata. 
Es bajo estos fundamentos que se expide la Ley del 9 de marzo de 1932 para enmendar la ley de 1931. Las condiciones de esta ley eran: 
1. “La escasez de signo de cambio debido a la creciente restricción monetaria, impedía las transacciones del país.
2. El estado debía de proveer rápidamente la masa monetaria para restablecer el equilibrio entre el tipo de cambio y la producción, teniendo como principio la emisión de una moneda sana.
3. La cantidad de moneda emitida debería estar de acuerdo con la ecuación de equilibrio para que en el futuro no se volviera a caer en el mismo error y se debería capacitar al Banco de México para la toma de decisiones monetarias.
4. Desaparecería la Junta Central Bancaria y en su lugar quedaría la Comisión Nacional Bancaria.”[3]

### Reformas al Sistema Fiscal
Una de las inconformidades que Pani discutió con el presidente Portes Gil en 1930 fue que Montes de Oca no había llevado a cabo la segunda Convención Nacional Fiscal en 1929; después de la primera propuesta y llevada a cabo por Pani en 1925.  Pani proponía  que esta se llevara a cabo cada cuatro años para discutir las reformas fiscales y tributarias que fueran requeridas en el sistema comercial e industrial del país; esto con el objetivo de qué la nueva función del sistema fiscal fuese favorecer tanto al intercambio económico cómo a una mayor equidad y cohesión social. Se buscaba tener un sistema fiscal más eficiente, sin corrupción y equitativo, para que los individuos tuvieran un incentivo qué generaría un crecimiento a través de los intercambios, la inversión y el consumo.
Pani llevó a cabo entonces la segunda Convención en 1933 para extender el ISR, mejorar los medios de recaudación y eliminar impuestos pasados. 
Lo que Pani buscaba era que los contribuyentes percibieran al Fisco como un factor cuyo objetivo era el desarrollo de sus actividades y el desarrollo financiero de sus negocios.

### Reformas al Sistema Bancario
El 12 de abril de 1932 el ingeniero Alberto J. Pani expidió una nueva Ley Reformatoria de la Constitutiva del Banco de México, en la cual se le determina como la única institución creadora y reguladora de la moneda, además de encargarse de la dirección de créditos para la producción y distribución de bienes y del tipo de cambio de la moneda. 
Se fortaleció el crecimiento del Banco de México, ya que se concertó que todas las instituciones bancarias privadas (incluyendo las extranjeras) debían estar asociadas a este para establecer un sistema bancario único y legítimo. Esto quitó al Banco de México de la competencia con los bancos privados, y lo estableció exclusivamente para la emisión de moneda y billetes y su redescuento. 
También, en 1932 se organizó la Nueva Comisión Bancaria, que estaba capacitada para apoyar la solvencia de los bancos y prevenir su liquidación, esto con el objetivo de proteger los intereses públicos. 

### Renuncia de Pani como Secretario de Hacienda
El 28 de septiembre de 1933 Pani presenta su renuncia como Secretario de Hacienda ante el secretario particular del entonces presidente Abelardo L. Rodríguez. La renuncia de Pani tuvo como detonante los comentarios que su hijo hizo en contra del presidente Rodríguez durante un banquete celebrado en Cuernavaca el 26 de septiembre de 1933. Además del mismo Pani, sus hermanos también presentaron su renuncia por órdenes del presidente, ellos se encontraban desempeñando puestos en el consulado de París y Hamburgo. 
En su carta Pani asegura que su renuncia, lejos de tener por causa dichos comentarios, tuvo como detonante los problemas que él tenía con el Secretario de Educación Pública, Narciso Bassols.